# Lamprosema niphosemalis
Lamprosema niphosemalis là một loài bướm đêm trong họ Crambidae.